# Bobby Burling
Robert Charles Burling (Clear Lake City, 15 ottobre 1984) è un ex calciatore statunitense, di ruolo difensore.